# Chloridolum alcmene
Chloridolum alcmene är en skalbaggsart som beskrevs av Thomson 1865. Chloridolum alcmene ingår i släktet Chloridolum och familjen långhorningar.
Artens utbredningsområde är Burma. Inga underarter finns listade i Catalogue of Life.